# Seznam čilenskih tenisačev
Seznam čilenskih tenisačev.

## A
- Ricardo Acuña
- Jorge Aguilar

## B
- Andrea Koch Benvenuto

## C
- Paul Capdeville
- Hans Podlipnik Castillo

## F
- Álvaro Fillol
- Jaime Fillol

## G
- Hermes Gamonal
- Adrián García
- Christian Garin
- Hans Gildemeister
- Fernando González

## H
- Guillermo Hormazábal

## J
- Nicolás Jarry

## L
- Anita Lizana

## M
- Borja Malo
- Nicolás Massú
- Cecilia Costa Melgar

## P
- Felipe Parada
- Belus Prajoux

## R
- Marcelo Ríos

## S
- Daniela Seguel
- Camila Silva

## T
- Alejandro Tabilo

## V
- Tomás Barrios Vera